# Cardenio
Cardenio é uma peça perdida, conhecida por provavelmente ter sido encenada pelo King's Men, companhia teatral londrina, em 1613. É atribuída a William Shakespeare e John Fletcher.